# قرة كولر
قرة كولر (بالإنجليزية: Kara Kohler)‏ هي مجدفة أمريكية، ولدت في 20 يناير 1991 في والنوت كريك في الولايات المتحدة.

## وصلات خارجية
- قرة كولر على موقع الاتحاد الدولي للتجديف (الإنجليزية)
- قرة كولر على موقع اللجنة الأولمبية الدولية (الإنجليزية)
- قرة كولر على موقع أوليمبيديا (الإنجليزية)
- قرة كولر على موقع اللجنة الأولمبية والبارالمبية الأمريكية (الإنجليزية)